# رولت (داکوتای شمالی)
رولت(به انگلیسی: Rolette) شهری در ایالت داکوتای شمالی کشور ایالات متحده آمریکا است که جمعیت آن در سرشماری سال ۲۰۱۰ میلادی، ۵۹۴ نفر بوده‌است.